# Scener
Scener släpptes den 25 oktober 1985 och är ett studioalbum av Per Gessle. Det nådde som bäst 35:e plats på den svenska albumlistan. 
Gyllene Tider splittrades under inspelningen av albumet, och låtar som egentligen hade skrivits till bandet kom istället med på Scener. Producenten Lasse Lindbom hade också hoppat av projektet innan albumet var färdigt, och blev en kommersiell besvikelse.
Blå December hade släppts som singel redan 1984, och Galning, som var inspelad av medlemmarna i Gyllene Tider i studio 38 i Getinge, släpptes som singel i september 1985. I mars 1986 släpptes duetten med Marie Fredriksson Inte tillsammans, inte isär, som EP tillsammans med tre tidigare outgivna låtar: Ute på landet, Mandolindagar och Farväl Angelina.
Albumet återutgavs som CD den 1 september 1994.

## Låtlista

### LP
Sida A
1. Galning - 4:15
2. Rickie Lee (duett med Monica Törnell) - 2:58
3. Lycklig en stund - 2:22
4. Väntat så länge - 4:36
5. Inte tillsammans, inte isär (duett med Marie Fredriksson) - 3:03
6. Viskar - 5:31

Sida B
1. Blå december - 5:28
2. Den tunna linjen - 2:49
3. Kapten - 4:56
4. Speedo - 3:21
5. Scen - 0:43
6. Om jag en dag - 5:28

### CD
1. Galning - 4:15
2. Rickie Lee (duett med Monica Törnell) - 2:58
3. Lycklig en stund - 2:22
4. Väntat så länge - 4:36
5. Inte tillsammans, inte isär (duett med Marie Fredriksson) - 3:03
6. Viskar - 5:31
7. Blå december - 5:28
8. Den tunna linjen - 2:49
9. Kapten - 4:56
10. Speedo - 3:21
11. Scen - 0:43
12. Om jag en dag - 5:28
13. Tänd ett ljus - 3:53 (Bonusspår på CD)
14. Ute på landet - 3:17 (Bonusspår på CD)
15. Mandolindagar - 3:16 (Bonusspår på CD)
16. Farväl Angelina [text: Gösta Rybrant,  musik: Bob Dylan] - 3:42 (Bonusspår på CD)

## Medverkande
- Per Gessle - Gitarr, Piano, Synthesizer, Sång
- Mats Persson - Hammondorgel, Gitarr, Piano, Synthesizer
- Producent, Synthesizer – Lasse Lindbom
- Trummor – Rolf Alex, Micke "Syd" Andersson
- Gitarr – Erik Borelius, Nane Kvillsäter, Janne Oldaeus, Pelle Sirén
- Sång – Anne-Lie Rydé, Marie Fredriksson, Monica Törnell
- Bas, Synthesizer – Anders Herrlin
- Stråkarrangemang, Mandolin – Backa Hans Eriksson
- Saxofon – Erik Häusler
- Dragspel – Erik Strandh
- Blockflöjt – Janne Kling
- Harpa – Christina Puchinger
- Synthesizer – Göran Fritzon (på Galning)
- Piano – Kjell Öhman (på Ute på landet, Farväl Angelina)
- Kör – Lili & Susie (på Ute på landet, Farväl Angelina)
- Banjo – Kjell Johansson (på Ute på landet)
- Dobro – Totte Bergström (på Ute på landet)
- Violin – Thomas Haglund (på Ute på landet)

## Listplaceringar
| Lista (1985) | Position |
| ------------ | -------- |
| Sverige      | 39       |